# Ivan Dmitrijevič Papanin
Ivan Dmitrijevič Papanin (rusko Иван Дмитриевич Папанин), sovjetski raziskovalec Arktike. * 26. november 1894, Sevastopol, Ruski imperij, † 30. januar 1986, Moskva, ZSSR.
Bil je dvakratni heroj Sovjetske zveze (1937, 1940), doktor geografskih znanosti (1938) in kontraadmiral (1943).
Leta 1937 je vodil slavno odpravo Severni pol-1, v kateri je s še tremi raziskovalci z letalom pristal na ledeni plošči in 234 dni izvajal širok obseg znanstvenih poskusov ter se nato vrnil z ledolomilcema Murman in Tajmir. To je bila prva tovrstna odprava na svetu. Vsi člani odprave so prejeli naziv heroj Sovjetske zveze, kar je bilo pred drugo svetovno vojno izjemno redko.
Po njem je poimenovana patruljna ladja projekta 23550 v gradnji za Rusko vojno mornarico.